# Amélie Kretz
Pour les articles homonymes, voir Kretz.
Amélie Kretz née le 19 mai 1993 à Sainte-Agathe des Monts au Canada est une triathlète professionnelle canadienne, championne du Canada en 2013 et en 2014.

## Biographie

### Jeunesse
Amélie Kretz est née en 1993, elle est la fille de Patrice Kretz et d’Annie Blanchard, elle a un frère aîné. Très jeune, elle a la passion du sport, elle a pratiqué le golf, le ski alpin, le hockey-sur-glace, le VTT et le football. À l'âge de 8 ans, son père l'inscrit et l'emmené à Trois-Rivières pour s'essayer sur un triathlon. Elle a été conquise par cette compétition. De 2010 à 2013, elle fait partie des équipes du Canada juniors et espoirs pour représenter son pays dans les compétitions internationales, elle remporte la médaille de bronze au championnat du monde espoirs 2013 à Londres.

### Carrière en triathlon
En 2013, elle remporte une épreuve de la Coupe du monde à Edmonton et devient du même coup, championne du Canada élite, performance qu'elle renouvelle l'année d'après. Depuis 2015 sa partenaire d'entraînement est Gwen Jorgensen double championne du monde, sous la coupe de l'entraîneur néo-zélandais Jamie Turner, la championne olympique américaine avoue dans une interview, avoir souvent du mal à suivre Amélie dans les entraînements de cyclisme, qui est le gros point fort de la double championne du Canada. Amélie obtient la 34e place aux Jeux Olympiques de Rio 2016, elle est dans les premières places lors de la  partie cyclisme, mais elle chute à la suite d'une faute technique dans une descente, étant toujours perturbée par une collision avec une voiture trois semaines avant les Jeux, dans une descente également.

### Vie privée
Elle a été étudiante en nutrition humaine appliquée à l’Université de Guelph, en Ontario, elle vit en 2017 à Blainville au Québec. Elle est ambassadrice pour l'association Procure (Halte au cancer de la prostate) et de Rapides et Radieuses.

## Palmares
Le tableau présente les résultats les plus significatifs (podium) obtenus sur le circuit national et international de triathlon depuis 2013,.
| Année | Compétition                                      | Pays       | Position           | Temps           |
| ----- | ------------------------------------------------ | ---------- | ------------------ | --------------- |
| 2023  | Coupe panaméricaine - étape sprint de St. Peters | États-Unis | Médaille de bronze | 1 h 1 min 31 s  |
| 2020  | Championnats du Canada                           | Canada     | Médaille d'argent  | 2 h 3 min 2 s   |
| 2019  | Coupe panaméricaine - étape sprint de Sarasota   | États-Unis | Médaille d'or      | 0 h 56 min 57 s |
| 2016  | Coupe d'Europe - étape de Malmö                  | Suède      | Médaille d'argent  | 0 h 59 min 23 s |
| 2015  | Coupe du monde - l'étape de Mooloolaba           | Australie  | Médaille d'argent  | 1 h 1 min 46 s  |
| 2015  | Coupe d'Océanie - étape de Wollongong            | Australie  | Médaille d'or      | 1 h 0 min 37 s  |
| 2014  | Coupe panaméricaine - étape sprint de Magog      | Canada     | Médaille d'or      | 1 h 2 min 15 s  |
| 2014  | Championnats du Canada                           | Canada     | Médaille d'or      | 1 h 2 min 15 s  |
| 2013  | Coupe du monde - l'étape sprint d'Edmonton       | Canada     | Médaille d'or      | 1 h 3 min 18 s  |
| 2013  | Championnats du Canada                           | Canada     | Médaille d'or      | 1 h 3 min 18 s  |
| 2013  | Coupe panaméricaine - étape de Mazatlán          | Mexique    | Médaille d'argent  | 2 h 12 min 26 s |
| 2013  | Coupe panaméricaine - étape de Bridgetown        | Barbade    | Médaille d'or      | 1 h 2 min 39 s  |